# Rainer Liese
Rainer Liese, né le 2 novembre 1943 à Warburg, est un athlète allemand, spécialiste du saut à la perche.

## Biographie
Il finit troisième aux Championnats d'Europe en salle 1966. En 1967 à Prague il ne finit que sixième malgré un saut à 4,80 m.
Il a remporté en 1966 et 1967 le championnat allemand en salle avec 4,80 m et 4,90 m. En 1965 et 1967, aux championnats d'Allemagne en plein air, il finit quatrième.
En 2011 il occupe la direction de la compétition des championnats universitaires allemands d'athlétisme.

### Palmarès
| Date | Compétition                        | Lieu     | Résultat | Performance |
| ---- | ---------------------------------- | -------- | -------- | ----------- |
| 1966 | Champion d'Europe en salle en 1966 | Dortmund | 3e       | 4,70 m      |